# Ленкавица (гмина)
Ленкави́ца (пол. Łękawica) — сельская гмина (волость) в Польше, входит как административная единица в Живецкий повет, Силезское воеводство. Население — 4306 человек (на 2008 год).

## Демография
| Перепись                       | Всего   | Всего | Женщины | Женщины | Мужчины | Мужчины |
| ------------------------------ | ------- | ----- | ------- | ------- | ------- | ------- |
| Единицы                        | человек | %     | человек | %       | человек | %       |
| Население                      | 4306    | 100   | 2130    | 49,5    | 2176    | 50,5    |
| Плотность населения (чел./км²) | 102     | 102   | 50,4    | 50,4    | 51,5    | 51,5    |

## Сельские округа
1. Коцеж-Мощаницки
2. Коцеж-Рыхвалдзки
3. Ленкавица
4. Лысина
5. Окрайник

## Соседние гмины
1. Гмина Андрыхув
2. Гмина Чернихув
3. Гмина Гилёвице
4. Гмина Поромбка
5. Гмина Слемень
6. Живец